# Gnathonemus barbatus
Gnathonemus barbatus är en fiskart som beskrevs av Poll, 1967. Gnathonemus barbatus ingår i släktet Gnathonemus och familjen Mormyridae. IUCN kategoriserar arten globalt som otillräckligt studerad. Inga underarter finns listade i Catalogue of Life.